# Paolisi
Paolisi è un comune italiano di 1 947 abitanti della provincia di Benevento in Campania.

## Geografia fisica
Confina sia con la provincia di Avellino (est-sud-est), sia con la città metropolitana di Napoli (sud-sud-ovest).
Il paese si sviluppa in direzione Est-Ovest per circa 1,5 km, lungo il lato "manco" della Valle Caudina, ad un'altitudine di 270 m s.l.m. e su una superficie di 607 ettari; è sovrastato dal Monte Paraturo (927 m), propaggine occidentale della catena del Partenio; la maggior parte del territorio agricolo deriva dai depositi alluvionali-lacustri del fiume Isclero, mentre la zona montana è costituita da complessi calcarei, talvolta fratturati, con copertura piroclastica di pomici, conseguenti all'attività del Somma-Vesuvio.

## Storia
Lo si trova menzionato per la prima volta nel secolo IX in forma di Paulisi e precisamente nel testamento di Rateprando, il quale, in data 31 gennaio 800, dona i suoi possedimenti « in finibus Paulisi » al monastero di San Vincenzo al Volturno. 

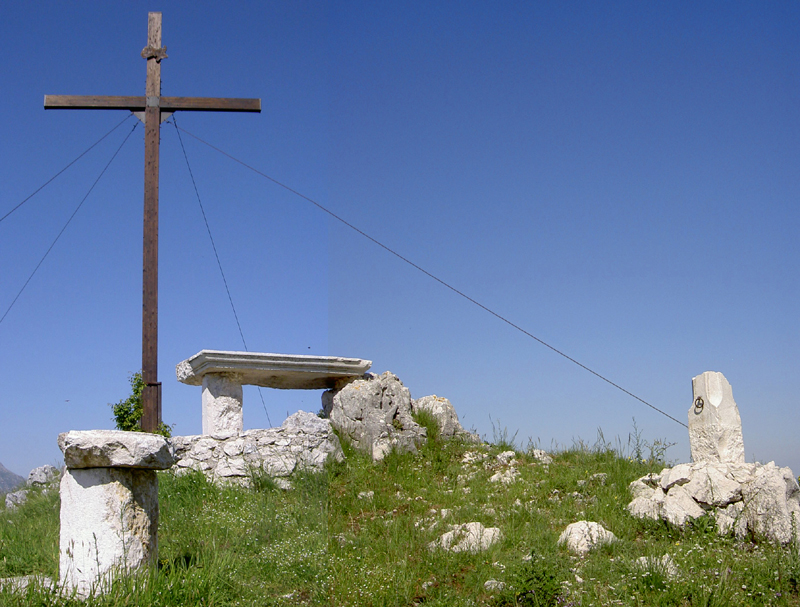
"Chiana Stajie", area religiosa rupestre

La radice etimologica più convincente è quella che farebbe derivare il nome da "pau", contrazione altomedievale di " pagus" come per Paupisi e quindi con significato di " villaggio", tale toponimo appare anche in diverse località, soprattutto rurali, della Sardegna.
Altra ipotesi alquanto attendibile farebbe derivare il nome da " palus-paludis " ovvero "palude " in latino, e più propriamente dalla deformazione tardo-latina "padulis", come per Padula e Paduli, presente anche nei toponimi della Toscana occidentale (Padule di Fucecchio), ad indicare la limacciosità del territorio della Valle Caudina che, ricordiamo, in epoca sannitica, risultava ancora non prosciugato dalla remota presenza di un bacino alluvionale. A supporto di questa tesi, nelle zone intorno a Fucecchio, tra Cappiano e Massa, troviamo anche il toponimo di "iscla" ad indicare una zona rilevata di terreno posta in mezzo alle acque (limacciose o meno) che la circondano, ed il toponimo "faventia" ad indicare zona di produzione di vasellame e laterizio, dunque associato alla creta che si estrae lungo i corsi d'acqua. Entrambi i toponimi sono presenti sul territorio di Paolisi (fiume Isclero fino al secolo scorso, conosciuto come fiume Faenza).
Seguì le sorti feudali di Arpaia, e fu posseduto dalle seguenti famiglie: Stendardo, Boffa, Leonessa, Guevara, Comite, Palagano, Carafa, Ceva, Grimaldi, Maddaloni, Caracciolo, e infine dalla R. Corte.
Fu casale di Arpaia, nel circondario di Airola nella provincia di Principato Ultra.
Nel 1809 fu aggregato alla provincia di Terra di Lavoro fino al 1861, quindi passò alla provincia di Benevento.

## Monumenti e luoghi d'interesse

### Architetture religiose
- Chiesa di Sant'Andrea (sec. XVII)

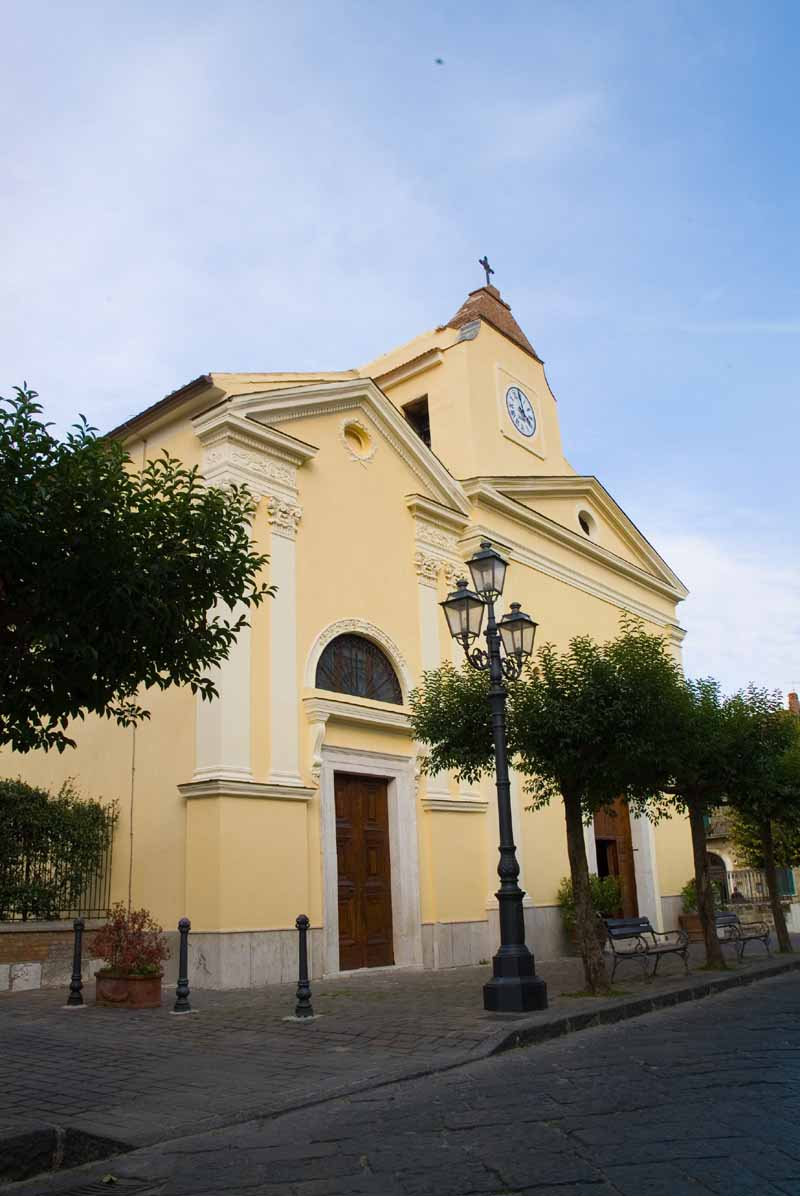
La chiesa di Sant'Andrea

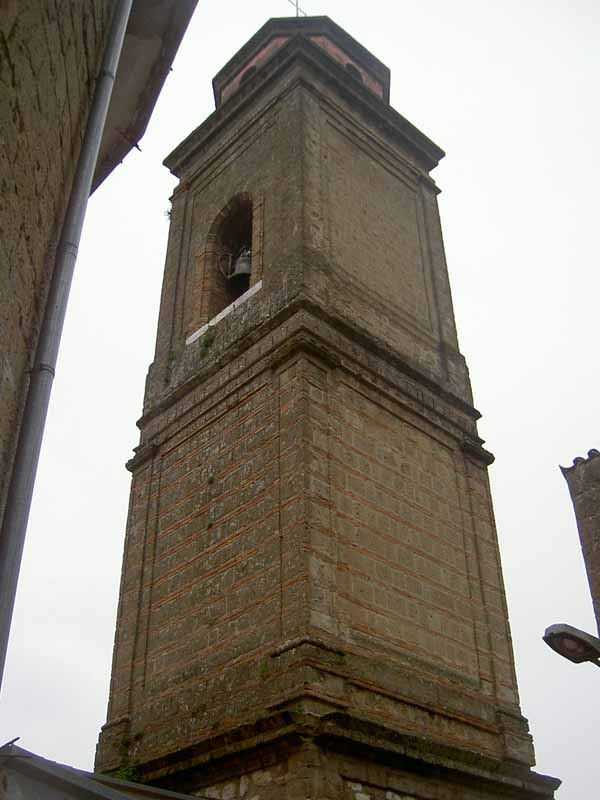
Il campanile della chiesa di San Tommaso

- Chiesa di San Tommaso e Cappella del SS. Rosario (fine Seicento)
- Abbazia di San Fortunato (di epoca longobarda; sebbene i documenti la menzionino come situata in oppido Paulisorum, è ora in territorio di Arpaia)

### Architetture civili
Paolisi è ricco di palazzi gentilizi, tutti collocati lungo l'asse principale del paese. La lista seguente indica i principali, procedendo da est verso ovest.
Nella zona Fòr'e Ttùrre:
- Palazzo de Mauro (cortile lastricato con splendido puteale in pietra lavorata - XVII sec.) con annessa Cappella della Madonna delle Grazie (metà Settecento)
- Palazzo Bove (nella zona detta "cupa morti")
- Palazzo Inglese (ora Papa) e Palazzetto Inglese (1622)

Nella zona detta Capo 'e Vascio:
- Palazzo Bifani (perfetta architettura stereometrica, classico impianto tipologico a corte, fine XIX sec.)
- Palazzo Petrella con facciata in tufo a vista (inizio sec. XX)
- Palazzetto Romano (con bel balconcino tardo barocco e splendido arco in pietra finemente lavorato)
- Arco in pietra di eccezionale ampiezza del 1612
- Palazzo Tirone, in stile pseudo-liberty (inizio XX sec.)
- Cortile Massaro e Palazzo Gallo (portali lavorati di ottima fattura e cornici in pietra, del 1741)

Nella zona Capo 'e 'Copp':
- Palazzo Gallo (fine XIX sec.)
- Palazzo Bifani (detto "vecchio")
- Palazzo Ianniello (splendido arco lavorato)
- Palazzo Nardini della marchesa di Castel di Sangro (datato 1714)
- Palazzo Bifanielli, in cima ad una rampa carrabile; attraversato il portale del 1787 si entra nello splendido cortile lastricato, con pozzo in pietra, circondato dalla struttura edilizia originaria del '600.

### Aree naturali

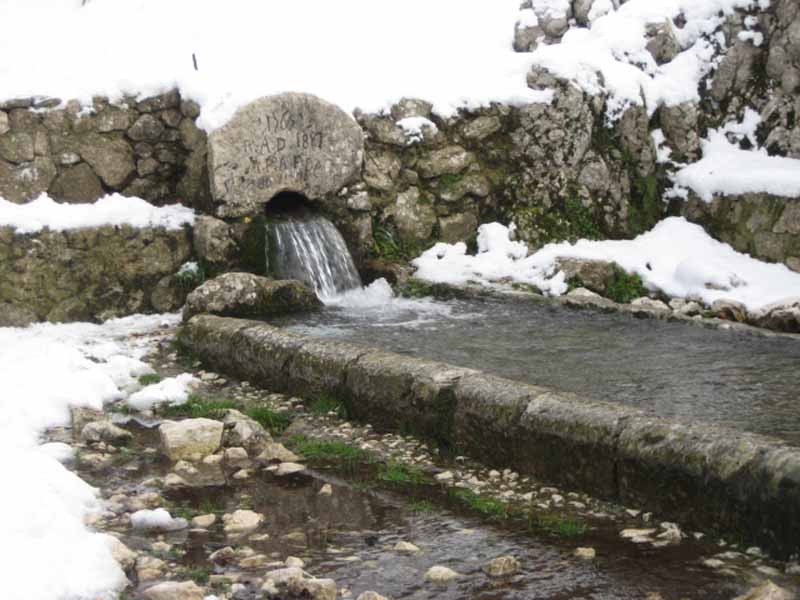
La fontana di San Berardo

- Piana di San Berardo, pianura montana (850 m circa s.l.m.) circondata da boschi di faggi al centro della quale, si trovano i ruderi di una costruzione di epoca tardo medievale, che avvalorano la tesi dell'insediamento di un eremitaggio; più in basso, verso ovest, sgorga la fonte di San Berardo, le cui acque si raccolgono in una vasca abbeveratoio in pietra. La grossa pietra verticale che funge da fontana, reca un'iscrizione antica: "1767" ovvero l'anno di prima sistemazione della fontana; "R.A.D. 1887" ovvero l'Anno Domini di Restauro; un terzo rigo recante l'acronimo "M.P.A.F." interpretata forse come "manu propria aquae fontem" e da ricollegarsi ad una scritta assai deteriorata che sembra far riferimento a "Sanctus Berardus Fecit".
- Chiana Stajie, una piana minore del monte Paraturo dove è stata innalzata una croce con un altare.

## Società

### Evoluzione demografica
Abitanti censiti

 abitanti censiti al 31 dicembre 2012

## Economia
La fiorente economia di tipo agricolo-forestale (cereali e frutta a valle, pioppeti lungo il corso dell'Isclero, boschi di castagno in montagna), e le numerose attività artigiane che hanno contraddistinto il paese per oltre mezzo secolo, nonché l'alto numero di professionisti, che un tempo costituivano peculiarità rara e patrimonio di "cervelli", oggi ha ceduto il passo ad un'attività di tipo industriale, (manufatti in cemento, prodotti termoplastici, stabilimento di zincatura) che impattano notevolmente col territorio rurale, comportando un ulteriore abbandono delle attività agricole estensive a vantaggio di poco lusinghiere operazioni edilizie di tipo speculativo. L'attività terziario-commerciale, si concentra lungo il tratto della Strada statale 7 Via Appia.

## Infrastrutture e trasporti
Il comune è attraversato dalla via Appia Nuova e dalla Ferrovia della Valle Caudina, che ha una fermata presso la stazione di Rotondi-Paolisi.

## Amministrazione
Il comune fa parte della Comunità montana del Taburno e del Parco regionale del Partenio.
Sindaci di Paolisi:
| Periodo | Periodo   | Primo cittadino   | Partito                            | Carica  | Note |
| ------- | --------- | ----------------- | ---------------------------------- | ------- | ---- |
| 1989    | 2004      | Domenico Principe | DC-PPI-UdC                         | Sindaco |      |
| 2004    | 2019      | Carmine Montella  | Lista civica (L'Ulivo-L'Unione-PD) | Sindaco |      |
| 2019    | in carica | Umberto Maietta   | Lista civica (PD)                  | Sindaco |      |